# Улица Николая Василенко
Улица Николая Василенко (укр. вулиця Миколи Василенка) — улица в Соломенском (до 2001 г. — Жовтневом) районе Киева, проходит через местности Отрадный и Грушки. Пролегает между проспектом Любомира Гузара и Берестейском проспектом.

## История
Улица возникла в середине XX века под названием Высоковольтная, так как вдоль улицы проходит ЛЭП в сторону Национального авиационного университета. С 1965 года — улица Трудовых Резервов, а с 1985 года — улица Ватченко, в честь советского украинского партийного и государственного деятеля Алексея Федосеевича Ватченко. Современное название, данное в честь украинского правоведа Василенко Николая Прокофьевича, существует с 1991 года.

## Учреждения
- Отделение связи № 124 (дом № 9)
- Дошкольное учебное заведение № 396 (дом № 12-Б)
- Общеобразовательная школа № 46 (дом  № 10)
- Киевский автомобильный ремонтный завод (дом № 1)
- Дворец культуры им. С. П. Королёва (дом № 15)